# Armeria gaditana
Armeria gaditana es una especie de herbácea de la familia Plumbaginaceae.

## Descripción
Hierba perenne rizomatosa de base lignificada y engrosada, con tallos desprovistos de hojas (escapos) de hasta 1 m. Hojas todas en roseta basal, de hasta 40 cm, lanceoladas o espatuladas, planas, con 7-9 nervios. Flores hermafroditas, actinomorfas, pentámeras, reunidas en capítulos en el extremo de los escapos, con una vaina de 4-9 (-10) cm rodeando el extremo de los mismos. Capítulos de 3-4,5 cm de diámetro, con un involucro de brácteas coriáceas imbricadas, sin pelos, con margen escarioso muy ancho; las externas lanceoladas; las medias ovadas o elípticas; las internas más anchas en la parte superior que en la inferior (obovadas). Cáliz de 7-9 mm embudado, inserto oblicuamente sobre el pedicelo y prolongado en la base en un espolón de 2-2,5 mm. Corola con pétalos soldados en la base, embudada, más larga que el cáliz, rosada. Androceo con 5 estambres libres. Ovario súpero, con 5 estilos libres. Frutos en cápsula encerrada en el cáliz, con una sola semilla. Florece y fructifica de primavera a verano.

## Distribución y hábitat
Endemismo Ibérico.Vulnerable según la LRA. Vive en depresiones y pastizales con encharcamiento temporal sobre suelos arenosos algo turbosos.